# Stéphane Houdet
Stéphane Houdet (* 20. November 1970 in Saint-Nazaire) ist ein französischer Rollstuhltennis- und ehemaliger Golfspieler.

## Leben
Nach einem Motorradunfall im August 1996 musste Stéphane Houdet ein Oberschenkel amputiert werden, wodurch er fortan im Rollstuhl saß. Nach dem Diplomabschluss 1994 in Veterinärmedizin promovierte er 1998 in diesem Fach. Er ist Vater von zwei Zwillingspaaren.

## Karriere
Von 2001 bis 2006 war Stéphane Houdet die französische Nummer eins mit Behinderung im Golf. 2003 und 2004 gehörte er zudem zur europäischen Spitze.
Stéphane Houdet ist seit 2008 im Rollstuhltennis sowohl im Einzel als auch im Doppel aktiv. In beiden Disziplinen führte er bereits die Weltrangliste an: Im Einzel gelang ihm dies erstmals am 11. Juni 2012, im Doppel bereits am 26. Januar 2009. Bei den Australian Open erreichte er im Einzel sechsmal das Endspiel, während er die French Open zweimal und die US Open ebenfalls zweimal gewann. Das Wheelchair Tennis Masters gewann er im Jahr 2011. Im Doppel gewann er die Australian Open fünfmal, die French Open siebenmal sowie Wimbledon dreimal und die US Open fünfmal. In der Saison 2014 gewann er alle vier Turniere und schaffte somit einen Grand Slam. Das Doppel-Masters gewann er 2006, 2007 und 2013. Im Jahr 2012 war er ITF Wheelchair World Champion.
Bei den Paralympischen Spielen nahm Stéphane Houdet bislang fünfmal teil. 2008 gewann er in Peking gemeinsam mit Michaël Jeremiasz die Goldmedaille im Doppel; im Einzel schied er im Viertelfinale aus. Mit Jeremiasz folgte 2012 in London der Gewinn der Bronzemedaille im Doppel, während er im Einzel die Silbermedaille errang.
Für seine Erfolge wurde er am 19. Januar 2009 in die Ehrenlegion als Ritter aufgenommen.
Aufgrund dreier verpasster Dopigtests innerhalb eines Jahres wurde Houdet 2022, rückwirkend ab dem 27. Dezember 2021, für 15 Monate gesperrt. 2023 gab er sein Comeback.